# Olympische Jugend-Sommerspiele 2018/Teilnehmer (Benin)
| Gelbes Symbol für Goldmedaillen mit stilisierten Olympischen Ringen | Graues Symbol für Silbermedaillen mit stilisierten Olympischen Ringen | Braundes Symbol für Bronzemedaillen mit stilisierten Olympischen Ringen |
| ------------------------------------------------------------------- | --------------------------------------------------------------------- | ----------------------------------------------------------------------- |
| —                                                                   | —                                                                     | —                                                                       |

Die Jugend-Olympiamannschaft aus Benin für die III. Olympischen Jugend-Sommerspiele vom 6. bis 18. Oktober 2018 in Buenos Aires (Argentinien) bestand aus drei Athleten.

## Athleten nach Sportarten

### Leichtathletik
Mädchen
- Josée Dedewanou Houeto
200 m: 20. Platz

### Schwimmen
Mädchen
- Nafissath Radji
50 m Freistil: 46. Platz
50 m Rücken: 38. Platz

### Tennis
Jungen
- Delmas N’Tcha
Einzel: 1. Runde
Doppel: 1. Runde (mit Philip Henning  Südafrika)
Mixed: 1. Runde (mit Georgia Drummy  Irland)